# Wildensorg
Wildensorg ist ein Stadtteil der Stadt Bamberg im bayerischen Regierungsbezirk Oberfranken.

## Lage
Wildensorg liegt südwestlich des Stadtzentrums von Bamberg, zwischen Stegaurach und der Altenburg.

## Geschichte
Im Jahr 1435 baten die zwei Weinbauern Conz Pratengeyer und Burgkart Hetzer den Fürstbischof Anton von Rotenhan, ob sie sich bei Weinbergen am Fuße der Altenburg niederlassen dürften. Dieser erlaubte ihnen zwei Häuser zu bauen, welches den Anfang des Häckerdorfes Wildensorg bereitete. Wildensorg wurden im Zuge der bayrischen Gebietsreform am 1. Juli 1972 zu Bamberg eingemeindet.

## Bevölkerungsentwicklung

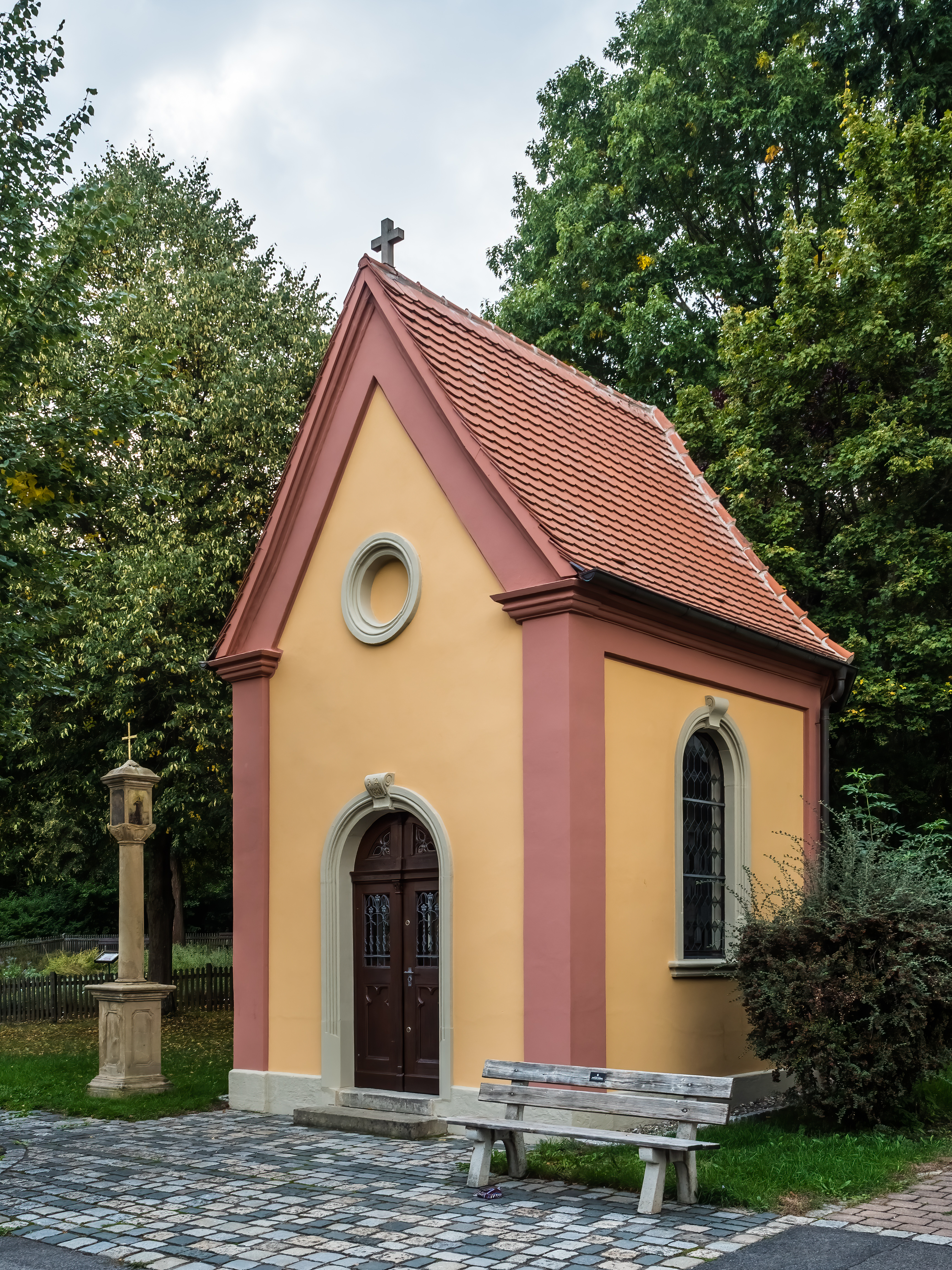
Kapelle mit einer Marter von 1755

| 1871 | 307 | 1970 | 432 |
| 1925 | 262 | 1987 | 786 |
| 1950 | 329 |      |     |
|      |     |      |     |

## Sehenswürdigkeiten
- Ortsbrunnen von 1435
- Kapelle mit einer Marter von 1755

## Vereine
- Obst- und Gartenbauverein Bamberg – Wildensorg e. V.
- Bürgerverein Wildensorg e.V.
- DJK Don Bosco Bamberg